# Geoxen
Geoxenii sunt acele organisme, ce fac parte din biogeocenoză, care trăiesc temporar, numai o parte a zilei în sol, dar în restul zilei trăiesc la suprafața solului. Geoxenii sunt diferite insecte-parazite.